# RT-2PM2 Topol-M
RT-2PM2 «Topol-M» (tiếng Nga: РТ-2ПМ2 «Тополь-М», tên ký hiệu của NATO: SS-27 "Sickle B",  SS-27 Mod 1, RS-12M1, RS-12M2, hoặc thường bị gọi thiếu chính xác là RT-2UTTKh) là một trong số những tên lửa liên lục địa (ICBM) hiện có trong trang bị của Nga, và là loại ICBM đầu tiên được phát triển sau khi Liên Xô sụp đổ. Nó được phát triển tử ICBM RT-2PM Topol.
Trong ký hiệu của Nga, РТ là viết tắt của "ракета твердотопливная", raketa tverdotoplivnaya ("tên lửa nhiên liệu rắn"), trong khi УТТХ – là viết tắt của "улучшенные тактико-технические характеристики," uluchshenniye taktiko-tekhnicheskie kharakteristiki ("có đặc tính kỹ-chiến thuật cải tiến"). "Topol" (тополь) trong tiếng Nga là "Cây bạch dương". Tên lửa được thiết kế và phát triển bởi Viện kỹ thuật nhiệt Moscow, và được chế tạo tại Nhà máy cơ khí Votkinsk.

## Đặc tính kỹ thuật
Topol-M là ICBM nhiên liệu rắn, có 3 tầng, phóng lạnh, phóng từ giếng phóng cố định hoặc là từ xe chuyên dụng cơ động. Tên lửa dài 22,7 m và đường kính tầng đầu là 1,9m. Khối lượng phóng là 47,2 tấn, kể cả trọng tải nặng 1,2 tấn. Topol-M mang một đầu đạn có đương lượng nổ 800 kt nhưng thiết kế cho phép mang đầu đạn MIRV. Theo như chuyên gia Yury Solomonov, tên lửa có thể mang theo sáu đầu đạn cùng với mồi bẫy. Tầm bắn gần nhất là 2.000 km, xa nhất là 10.500 km. Nó có ba tầng động cơ nhiên liệu rắn với hệ thống dẫn đường quán tính, điều khiển bay tự động nhờ sử dụng hệ thống định vị vệ tinh GLONASS. Topol-M được cho là có độ chính xác cao nhất trong số các ICBM của Nga với bán kính chính xác là 200m. Thân tên lửa được chế tạo từ sợi cacbon.
Topol-M có thể được triển khai từ các giếng phóng hoặc tử các APU phóng trên các xe vận chuyển/phóng tên lửa tự hành MZKT-79221 "Universal" 16 bánh. Xe mang phóng tên lửa tự hành này có khả năng di chuyển qua các địa hình không có đường và phóng tên lửa từ bất kỳ vị trí nào. Tên lửa Topol-M đặt trong silo được ký hiệu là RS-12M2, trong khi phiên bản di động là RS-12M1.

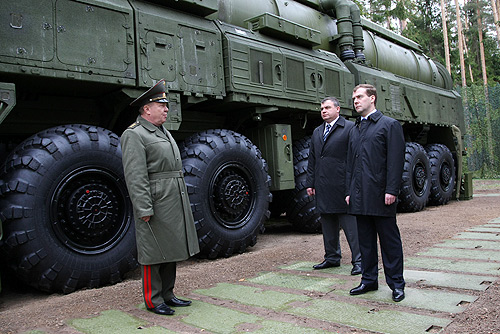
Dmitry Medvedev thăm đơn vị có trang bị Topol-M của lực lượng tên lửa chiến lược

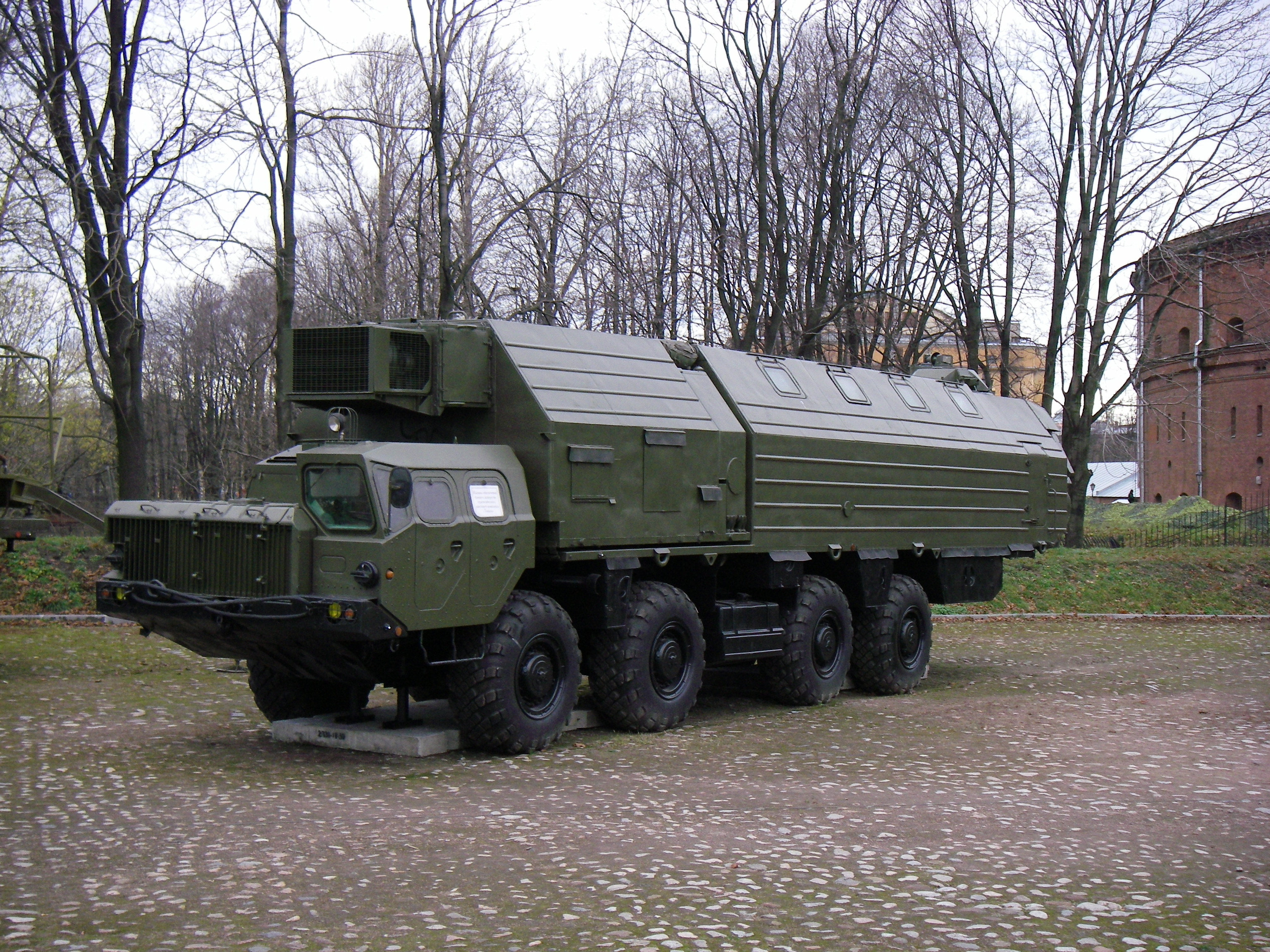
Xe hỗ trợ (MOBD) 15V231 của tổ hợp Topol/Topol-M, Bảo tàng pháo binh Saint-Petersburg

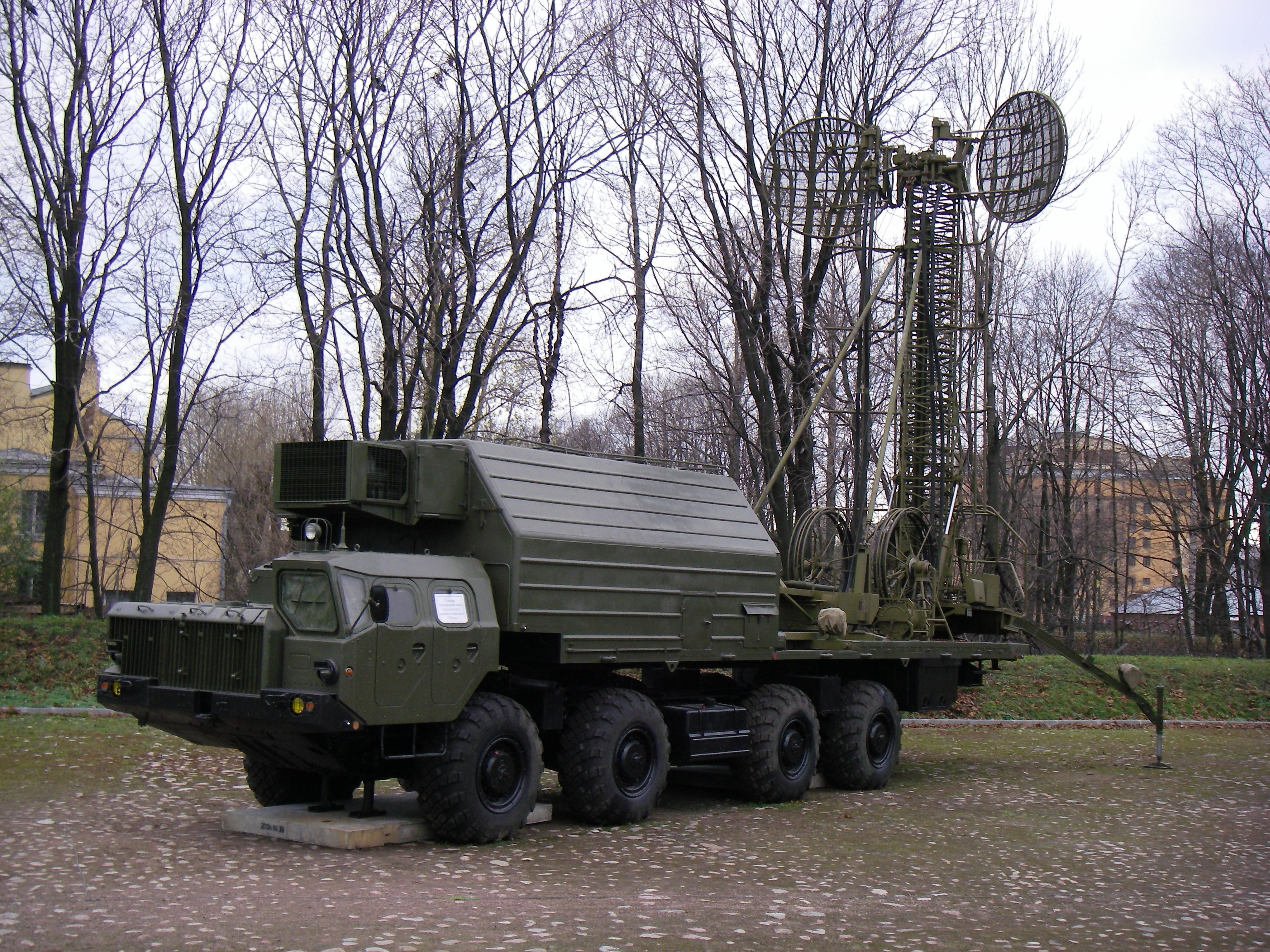
Trạm radar R-406VCh của Topol/Topol-M tại Bảo tàng pháo binh Saint-Peterburg

Tầng đầu của tên lửa sử dụng động cơ do Hiệp hội chế tạo động cơ hàng không Soyuz phát triển. Những động cơ này giúp tên lửa có gia tốc cao hơn nhiều so với các loại ICBM khác. Chúng cho phép tên lửa tăng tốc tới tốc độ 7.320 m/s và di chuyển theo quỹ đạo phẳng hơn với khoảng cách lên đến 10.000 km.
Được trang bị động cơ đẩy nhiên liệu rắn, tên lửa có thể được duy trì trong trạng thái trực chiến trong thời gian dài và có thể phóng trong vòng vài phút sau khi được lệnh.

## Quá trình phát triển và triển khai
Công việc phát triển tên lửa bắt đầu vào cuối những năm 1980 như một sự đáp trả đối với Sáng kiến phòng thủ chiến lược của Mỹ.  Ban đầu nó là bản nâng cấp cải tiến của ICBM RT-2PM Topol, sau đó nó được thiết kế lại vào năm 1992. Tổng công trình sư thiết kế tên lửa là Yuri Solomonov, người sau này sẽ giám sát việc phát triển SLBM RSM-56 Bulava
Các cuộc phóng thử nghiệm đầu tiên diễn ra vào ngày 20 tháng 12 năm 1994, trong đó các tên lửa, phóng từ Plesetsk, đã bắn trúng mục tiêu ở khoảng cách 4.000 dặm (6.400 km). Hai tên lửa được đưa vào thực nghiệm chiến đấu vào tháng 12 năm 1997 tại Tatishchevo. Lần phóng thử thứ năm vào ngày 22 tháng 10 năm 1998 đã không thành công do tên lửa phát nổ sau khi được phóng đi; lần phóng thứ sáu sau đó hai tháng đã thành công. 10 tên lửa đã được đưa vào trang bị cho Trung đoàn 104 của Sư đoàn Tên lửa Taman tại Saratov vào ngày 30 tháng 12 năm 1998; 10 tên lửa tiếp thep được đưa vào trang bị cho trung đoàn thứ hai vào tháng 12 năm 1999.
Tên lửa Topol-M phiên bản phóng từ giếng phóng cố định được đưa vào trang bị vào ngày 13/7/2000, Topol-M được trang bị cho các trung đoàn tên lửa thứ ba, tư và năm từ năm 2000, 2003 and 2005. Trung đoàn cuối cùng được trang bị Topol-M vào năm 2012.
Vào ngày 12 tháng 12 năm 2006, ba hệ thống tên lửa Topol-M di động đầu tiên đã đi vào hoạt động cùng với một đơn vị tên lửa đóng quân gần thị trấn Teykovo.
Tính đến cuối năm 2010 Lực lượng tên lửa chiến lược đã vận hành 70 hệ thống tên lửa Topol-M, trong đó có 52 hệ thống đặt trên silo và 18 hệ thống di động. Thêm 8 hệ thống tên lửa nữa được trang bị vào năm 2011–2012.
Hiện tại những đơn vị sau được trang bị ICBM Topol-M:
- Tập đoàn quân tên lửa chiến lược cận vệ số 27 (Đặt tại Vladimir)
  - Sư đoàn tên lửa chiến lược số 60 tại Tatishchevo trang bị 60 giếng phóng Topol-M
  - Sư đoàn tên lửa chiến lược cận vệ số 54 đóng tại Teykovo có trang bị 18 xe phóng tự hành Topol-M

Tên lửa Topol-M có thời hạn sử dụng là 15-20 năm.

## Khả năng tránh hệ thống phòng thủ chống tên lửa
Tên lửa Topol-M và các phiên bản khác nhau của nó là RS-24 Yars (SS-27 Mod 2), RS-26 Rubezh (một phiên bản SS-27 khác) và RSM-56 Bulava (phiên bản SLBM-tên lửa phóng từ tàu ngầm của SS-27) được thiết kế để chống lại và né tránh hệ thống phòng thủ tên lửa hiện tại hoặc đang được phát triển của Hoa Kỳ. Nó được cho là có khả năng thực hiện các động tác cơ động lẩn tránh để tránh bị tiêu diệt bởi các tên lửa đánh chặn, và có các biện pháp đối phó và mồi nhử.
Một trong những tính năng đáng chú ý nhất của Topol-M là thời gian động cơ hoạt động sau khi phóng ngắn, giảm thiểu sự phát hiện của vệ tinh đối với các vụ phóng và do đó gây khó khăn trong cảnh báo sớm và đánh chặn của hệ thống phòng thủ tên lửa trong giai đoạn tăng tốc. Tên lửa cũng có quỹ đạo đạn đạo tương đối bằng phẳng, khiến việc đánh chặn nó là rất khó khăn.
Theo tờ Thời báo Washington, Nga đã tiến hành thử nghiệm thành công đầu đạn có khả năng né tránh. Tên lửa được phóng vào ngày 1 tháng 11 năm 2005 từ bãi thử nghiệm Kapustin Yar. Đầu đạn tên lửa thay đổi hướng đi sau khi tách ra khỏi tên lửa, gây khó khăn cho việc dự đoán quỹ đạo hồi quyển của đầu đạn.

## Topol-M và đầu đạn MIRV
ICBM RS-24 Yars mới được thiết kế dựa trên Topol-M và được trang bị đầu đạn MIRV. Vào tháng 1 năm 2009, nguồn tin của Nga cho thấy rằng việc sản xuất tên lửa Topol-M phiên bản di động sẽ dừng lại vào năm 2009 và thay thế bằng phiên bản tên lửa ICBM RS-24 mới.

## Những bên sử dụng
Nga
Lực lượng tên lửa chiến lược là lực lượng trang bị RT-2PM2 Topol-M. Tính đến tháng 3 năm 2020, đã có 60 tên lửa RT-2PM2 Topol-M phiên bản phóng từ silo và 18 tên lửa RT-2PM2 Topol-M di động được triển khai với 2 phân đội tên lửa:
Phiên bản tên lửa phóng từ silo:
- Sư đoàn tên lửa số 60 đóng tại Căn cứ không quân Tatishchevo

Phiên bản phóng từ xe phóng tự hành
- Sư đoàn tên lửa cận vệ số 54 ở Teykovo

Kể từ năm 2010 Nga ngừng trang bị thêm tên lửa RT-2PM2 Topol-M thay vào đó là ICBM RS-24 Yars.